# Wspólnota administracyjna Berlstedt
Wspólnota administracyjna Berlstedt (niem. Verwaltungsgemeinschaft Berlstedt) – dawna wspólnota administracyjna w Niemczech, w kraju związkowym Turyngia, w powiecie Weimarer Land. Siedziba wspólnoty znajdowała się w miejscowości Berlstedt.
Wspólnota administracyjna zrzeszała osiem gmin, w tym jedną gminę miejską (Stadt) oraz siedem gmin wiejskich: 
1. Ballstedt
2. Berlstedt
3. Ettersburg
4. Krautheim
5. Neumark
6. Ramsla
7. Schwerstedt
8. Vippachedelhausen

31 grudnia 2013 wspólnota została rozwiązana, a jej gminy po połączeniu z gminami wspólnoty administracyjnej Buttelstedt utworzyły nową wspólnotę administracyjną Nordkreis Weimar.